# Zosa Szajkowski
Zosa Szajkowski, geb. Yehoshua Frydman, (* 10. Januar 1911 in Zaromb, Masowien; † 26. September 1978 in New York) war ein polnischer Historiker, der sich vor allem mit der Geschichte der Juden in Frankreich befasste, später mit denen in den USA. Er bekämpfte den Faschismus in Spanien, trat in die Fremdenlegion ein, verbrachte zahlreiche Dokumente in die USA, um sie zu sichern. Er publizierte, ohne je einen akademischen Abschluss erworben zu haben, etwa 200 Fachartikel und 11 Monographien. Zugleich entwendete er rund vier Jahrzehnte lang zahlreiche Archivalien, bis er seinem Leben ein Ende setzte.

## Leben
Zosa Szajkowski wurde 1911 als Yehoshua Frydman in Zaręby Kościelne geboren, das die Jiddisch sprechende Bevölkerung Zaromb nannte und das in der Region Łomża lag. Schon als Zehnjähriger erreichte er zusammen mit Klassenkameraden in seinem Dorf, dass alle Bücher und Dokumente der ortsansässigen Familien in eine Schulsammlung wanderten, deren Finanzierung sie selbst durch öffentliche Auftritte bewerkstelligt hatten. Die Gemeindeangehörigen glaubten, ihre Kultur dadurch besser schützen zu können, zumal seit 1920 in der Schule nicht mehr Jiddisch, sondern Polnisch unterrichtet werden musste.
Die Vorstellung, dass die Gelehrten die Aufgabe haben, die für die jüdische Geschichte wichtigen Dokumente in der Hand zu behalten, prägte den jungen Frydman zutiefst. Schon früh erwarb er anscheinend Abrechnungen und andere Dokumente, doch lassen sich die Vorgänge kaum mehr rekonstruieren. Zudem war diese Art der „Rettung“ von Kulturgütern durch Aneignung im 19. und bis weit in das 20. Jahrhundert gängige Praxis, wie etwa im Falle der Qumran-Rollen. Doch irgendwann muss sich diese Haltung bei Frydman-Szajkowski geändert haben, denn er verkaufte das Raubgut offenbar an jeden, der zu zahlen bereit war, sei es eine Bibliothek, sei es ein Sammler, so dass die Archivalien, die er ursprünglich zusammenbringen wollte, wieder verstreut wurden.
Doch zunächst nahm sein Leben eine andere Wendung. Vor den Repressalien floh der Jugendliche 1927 aus Polen, um nach Paris zu gehen. Dort schloss er sich der Kommunistischen Partei an und überzeugte eine Reihe von Juden, am Kampf gegen Franco in Spanien teilzunehmen. Allerdings musste er feststellen, dass die von Stalin gesteuerte Kommunistische Partei in Spanien die Führerschaft im Kampf gegen Franco mit Gewalt durchzusetzen versuchte. Frydman trat aus der Partei aus und änderte aus Furcht vor Verfolgung seinen Namen von Frydman in Szajkowski.
Zu Beginn des Zweiten Weltkriegs ging Szajkowski in die Fremdenlegion, doch wurde er verletzt und schlug sich nach England durch. Schließlich arbeitete er in der US-Armee als Nachrichtenoffizier. Bei der Invasion in der Normandie wurde er hinter den deutschen Linien abgesetzt und er war bei den ersten Soldaten dabei, die 1945 Berlin eroberten.
In den Jahren 1949 bis 1950 entwendete Szajkowski, der nie Geschichte studiert oder überhaupt einen Studienabschluss erlangt hatte, eine Reihe von Werken und verkaufte sie an die New York Public Library und das Jewish Theological Seminar von New York. Außerdem entwendete er Dokumente aus der Alliance Israélite Universelle in Paris in den Jahren 1949–1950, aus der Bibliothèque nationale et universitaire, aber auch aus dem Nationalarchiv in Paris.
Er wurde zwar am 13. April 1961 ertappt, doch der Straßburger Archivar Philippe Dollinger begnügte sich damit, ein Schuldbekenntnis unterschreiben zu lassen – unter der Bedingung der Rückgabe aller 73 herausgetrennten Archivalien und einer Geldspende für das Archiv. Dollinger warnte vorsichtshalber andere Archive vor dem Fachkollegen, wie etwa Basel oder Trier.
Szajkowski galt zu dieser Zeit als einer der bedeutendsten Kenner der neuzeitlichen jüdischen Geschichte. Bald stellte sich heraus, dass Szajkowski durch den Verkauf von Archivalien, die er in den 1950er Jahren entwendet hatte, 1160 Pfund Sterling erworben hatte. Im Januar 1963 wurde er zu drei Jahren Gefängnis und einer Geldbuße von 5000 Francs verurteilt.
Dennoch konnte der Täter von 1950 bis 1978 nicht davon ablassen, Dokumente zu stehlen und zu verkaufen. Szajkowski durfte jedoch nicht mehr in Frankreich recherchieren, so dass er gezwungen war, seine Themen zu wechseln. Nun konzentrierte er sich nicht mehr auf die Geschichte der französischen Juden, sondern arbeitete über die Geschichte amerikanischer Juden.
1978 setzte er, nachdem er in der New Public Library erneut beim Stehlen ertappt worden war, seinem Leben ein Ende.

## Schriften (Auswahl)
- Yidishe motivn in der folkskultur fun komto-venesen in 17tn–19tn y’h, in: Yivo bleter 19 (1942) 312–341. ZDB-ID 1064017-4
- How the mass migration to America began, in: Jewish Social Studies, 4 (1942) 291–310,  ISSN 0021-6704.
- The decline and fall of Provençal Jewry, in: Jewish Social Studies,  6 (1944) 31–54, JSTOR:4464557.
- The growth of the Jewish population of France, in: Jewish Social Studies,  8,3 (1946) 179–196; Band 8,4 (1946) 297–318, JSTOR:4615258.
- Internal conflicts in French Jewry at the time of the revolution of 1848, in: Yivo Annual of Jewish Social Science,  2/3, 1947/1948, ISSN 0084-4209, S. 100–117.
- The organization of the “UGIF” in Nazi-occupied France, in: Jewish Social Studies, 9, Nr. 3, 1947, S. 239–256, JSTOR:4464773.
- Dos loshn fun di Yidn in di arbe kehiles fun Komta-Venesen. = The language of the Jews in the four communities of Comtat Venaissin. Aroysgegebn fun mehaber, mit der mithilf fun Yidishn Visnshaftlekhn Institut, New York 1948.
- Socialists and radicals in the development of antisemitism in Algeria (1884–1900), in: Jewish Social Studies,  10, Nr. 3, 1948, S. 257–280, JSTOR:4615319.
- Antisemitizm in der Frantseyzisher arbeter-bavegung. Fun der Furyerizm bizn sof Drayfus afere. 1845–1906. = Anti-Semitism in the French labor movement, New York 1948.
- Jewish emigration policy of in the period the Rumanian “exodus” 1899–1903, in: Jewish Social Studies,  13, Nr. 1, 1951, S. 47–70, JSTOR:4464941.
- Emigration to America or reconstruction in Europe, in: Publications of the American Jewish Historical Society,  42, Nr. 2, 1952, S. 157–177, JSTOR:43057516.
- Agricultural credit and Napoleon’s anti-Jewish decrees. Éditions Historiques Franco-Juives, New York NY 1953.
- The economic status of the Jews in Alsace, Metz and Lorraine (1648–1789). Éditions Historiques Franco-Juives, New York 1954.
- Poverty and social welfare among French Jews. (1800–1880). Éditions Historiques Franco-Juives, New York 1954.
- The Comtadin Jews and the annexation of the Papal province by France, 1789–1791, in: The Jewish Quarterly Review,  46, Nr. 2, 1955, S. 181–193, JSTOR:1452794.
- Relations among Sephardim, Ashkenazim and Avignonese Jews in France: From the 16th to the 20th centuries, in: Yivo Annual of Jewish Social Science,  10, 1955, S. 165–196.
- Jewish emigration from Bordeaux during the eighteenth and nineteenth centuries, in: Jewish Social Studies,  18, Nr. 2, 1956, S. 118–124, JSTOR:4465435.
- Glimpses on the history of Jews in occupied France, in: Yad Vashem Studies on the European Jewish Catastrophe and Resistance,  2, 1958, ISSN 0084-3296, S. 133–157.
- Autonomy and communal Jewish debts during the French Revolution of 1789. The Alexander Kohut Memorial Foundation, New York 1959.
- The Emancipation of Jews During the French Revolution. A Bibliography of Books, Pamphlets and Printed Documents, 1789–1800, in: Studies in Bibliography and Booklore,  3, Nr. 2, 1957, ISSN 0039-3568, S. 55–68, JSTOR:27943250; Band 3, Nr. 3/4, 1958, S. 87–114, JSTOR:27943264; Band 4, Nr. 1, 1959, S. 21–48, JSTOR:27943309, (Auch als Sonderabdruck: Library of Hebrew Union College, Cincinnati 1959).
- Morris Rosenfeld (1862–1923) and his time. Yivo Institute for Jewish Research, New York 1962, (Ausstellungskatalog).
- Jews and the French Revolutions of 1789, 1830 and 1848. KTAV Publishing House, New York 1970, ISBN 0-87068-000-5.
- One hundred years of the yiddish press in America, 1870–1970. Catalogue of the exhibition. Yivo Institute for Jewish Research, New York 1970.
- Jews, wars and communism. 2 Bände. KTAV, New York 1972–1977;
  - Band 1: The Attitude of American Jews to World War I, the Russian Revolutions of 1917, and Communism (1914–1945). KTAV, New York 1972, ISBN 0-87068-182-6;
  - Band 2: The Impact of the 1919–20 Red Scare on American Jewish Life. KTAV, New York 1974, ISBN 0-87068-239-3;
  - Band 3: Kolchak, Jews, and the American intervention in Northern Russia and Siberia, 1918–20. Frydman, New York 1977.
  - Band 4: Mirage of American Jewish Aid in Soviet Russia, 1917–1939. Frydman, New York 1977.
- Jews and the French Foreign Legion. KTAV, New York 1975, ISBN 0-87068-270-9.
- An Illustrated Sourcebook on the Holocaust. 3 Bände, KTAV, New York 1976–1979, ISBN 0-87068-294-6 (Bd. 1), ISBN 0-87068-295-4 (Bd. 2), ISBN 0-87068-690-9 (Bd. 3).
- An Illustrated Sourcebook of Russian Anti-Semitism. 1881–1978, Bd. 1: Nineteenth Century, Bd. 2: Twentieth Century, KTAV, New York 1980, ISBN 0-87068-347-0 (Bd. 1), ISBN 0-87068-348-9 (Bd. 2).